# Hashihito no Anahobe

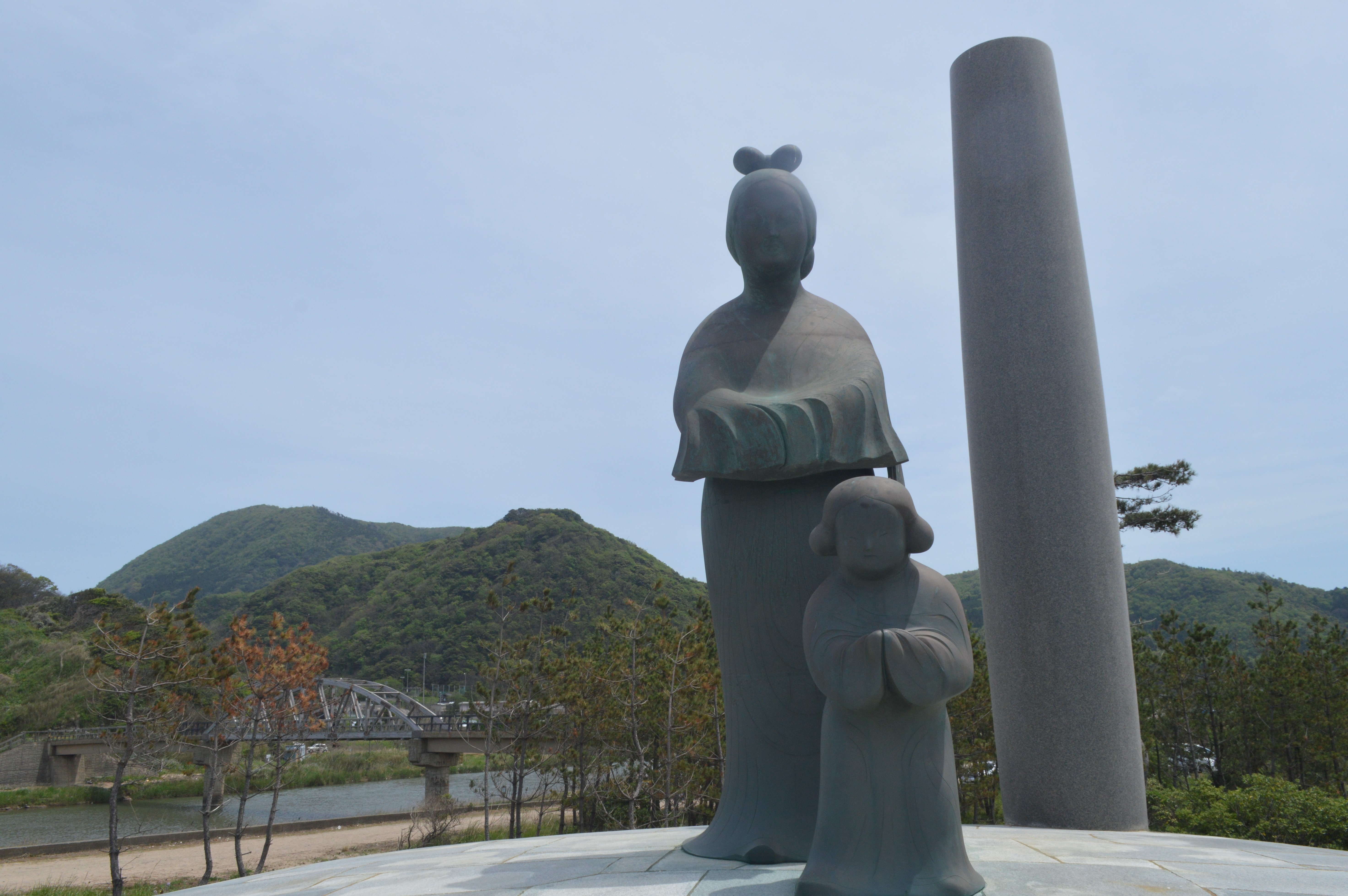
Staty av Kejsarinnan Hashiudo i Japan

Hashihito no Anahobe, född 560, död 621, var en japansk kejsarinna (585-587), gift med kejsar Yomei.